# Radio Metropolitana (Chile)
Radio Metropolitana fue una estación radial chilena de tipo miscelánea-noticiosa que transmitió entre el 1 de diciembre de 1989 y el 29 de diciembre de 2006. Su propietario era el Grupo Radial UDB, propiedad del empresario y Coronel de Ejército, Uros Domic Bezic. 

## Historia
Fue fundada en la ciudad de Santiago el 1 de diciembre de 1989, y era hermana de las radios Sintonía FM y Cien AM, que entonces eran propiedad de Uros Domic Bezic.
Esta emisora llamada Metropolitana dedicaba su programación a espacios de tipo musical y misceláneo, aunque en menor medida, estaban presentes los contenidos informativos, deportivos e hípicos.
A diferencia de su hermana Radio Cien, que se dedicaba a transmitir mensajes políticos en su parrilla programática, Metropolitana dedicaba su programación a espacios de tipo naturista o religiosos para poder autofinanciar la emisora.
Por los magros resultados de audiencia y de inviabilidad financiera, el Grupo Radial UDB optó por vender las emisoras Cien de Santiago y Recreo de Viña del Mar a la Red de Radiodifusión Bíblica (RRB) en 2001, para de alguna forma poder saldar las deudas contratadas y de paso poder financiar a las otras emisoras.
Algunos programas de Radio Cien pasaron a transmitirse en Metropolitana en enero de 2002, los cuales salieron del aire definitivamente en abril de 2004, optando por una política de reducción de costos y transmitir la programación de Nina FM en tiempo completo para no perder la concesión.
Finalmente, Metropolitana cesó sus transmisiones junto a Nina FM, el 29 de diciembre de 2006, dando paso a las radios Cariño FM, La Perla del Dial, La Mexicana Radio, transmitió Radio Volver AM hasta 2018 y hoy transmite Radio Romance.